# Intercontinental Cup basketbal 1984
De Intercontinental Cup (basketbal) in 1984 vond plaats in São Paulo. Van FIBA Europe speelde Banco di Roma en FC Barcelona mee. Van de Liga Sudamericana speelde CA Obras Sanitarias en EC Sírio mee. De NCAA stuurde de Lexington Marathon Oilers mee.

## Groepsfase
Eerste dag 19 september 1984
| CA Obras Sanitarias | 110 - 91 | FC Barcelona              |
| EC Sírio            | 114 - 90 | Lexington Marathon Oilers |

Tweede dag 20 september 1984
| CA Obras Sanitarias | 97 - 88  | Lexington Marathon Oilers |
| Banco di Roma       | 100 - 88 | EC Sírio                  |

Derde dag 21 september 1984
| Banco di Roma | 73 - 71  | CA Obras Sanitarias       |
| FC Barcelona  | 108 - 99 | Lexington Marathon Oilers |

Vierde dag 22 september 1984
| Banco di Roma | 86 - 85 | FC Barcelona        |
| EC Sírio      | 82 - 76 | CA Obras Sanitarias |

Vijfde dag 23 september 1984
| Lexington Marathon Oilers | 112 - 92 | Banco di Roma |
| FC Barcelona              | 93 - 90  | EC Sírio      |

|    | Team                      | Pld | W | L | PF  | PA  | Points |
| -- | ------------------------- | --- | - | - | --- | --- | ------ |
| 1. | Banco di Roma             | 4   | 3 | 1 | 351 | 356 | 7      |
| 2. | CA Obras Sanitarias       | 4   | 2 | 2 | 354 | 334 | 6      |
| 3. | EC Sírio                  | 4   | 2 | 2 | 374 | 359 | 6      |
| 4. | FC Barcelona              | 5   | 2 | 2 | 377 | 385 | 6      |
| 5. | Lexington Marathon Oilers | 4   | 1 | 3 | 389 | 411 | 5      |